# Northern Rail
Northern Rail était une entreprise ferroviaire britannique qui assure des services locaux dans le Nord de l'Angleterre  depuis 2004. La concession a été attribuée à un consortium formé par NedRailways (filiale britannique des Nederlandse Spoorwegen, les chemins de fer d'État néerlandais) et Serco, un groupe international du transport public. Ce consortium avait déjà remporté la concession du réseau Merseyrail en 2003. La franchise a depuis été reprise par Northern.

## Histoire
Le consortium Serco-NedRailways fut déclaré comme le « compétiteur préféré » pour la concession Northern par la SRA le 1er juillet 2004, et a signé la convention d'exploitation le 19 octobre. Toutefois, le nouvel exploitant n'a réellement pris en charge le réseau à la suite des anciens exploitants, First North Western et Arriva Trains Northern, que le 12 décembre 2004.
La concession est prévue pour une durée maximum de 8 ans et 9 mois, selon les performances réalisées par le consortium Serco-NedRailways.

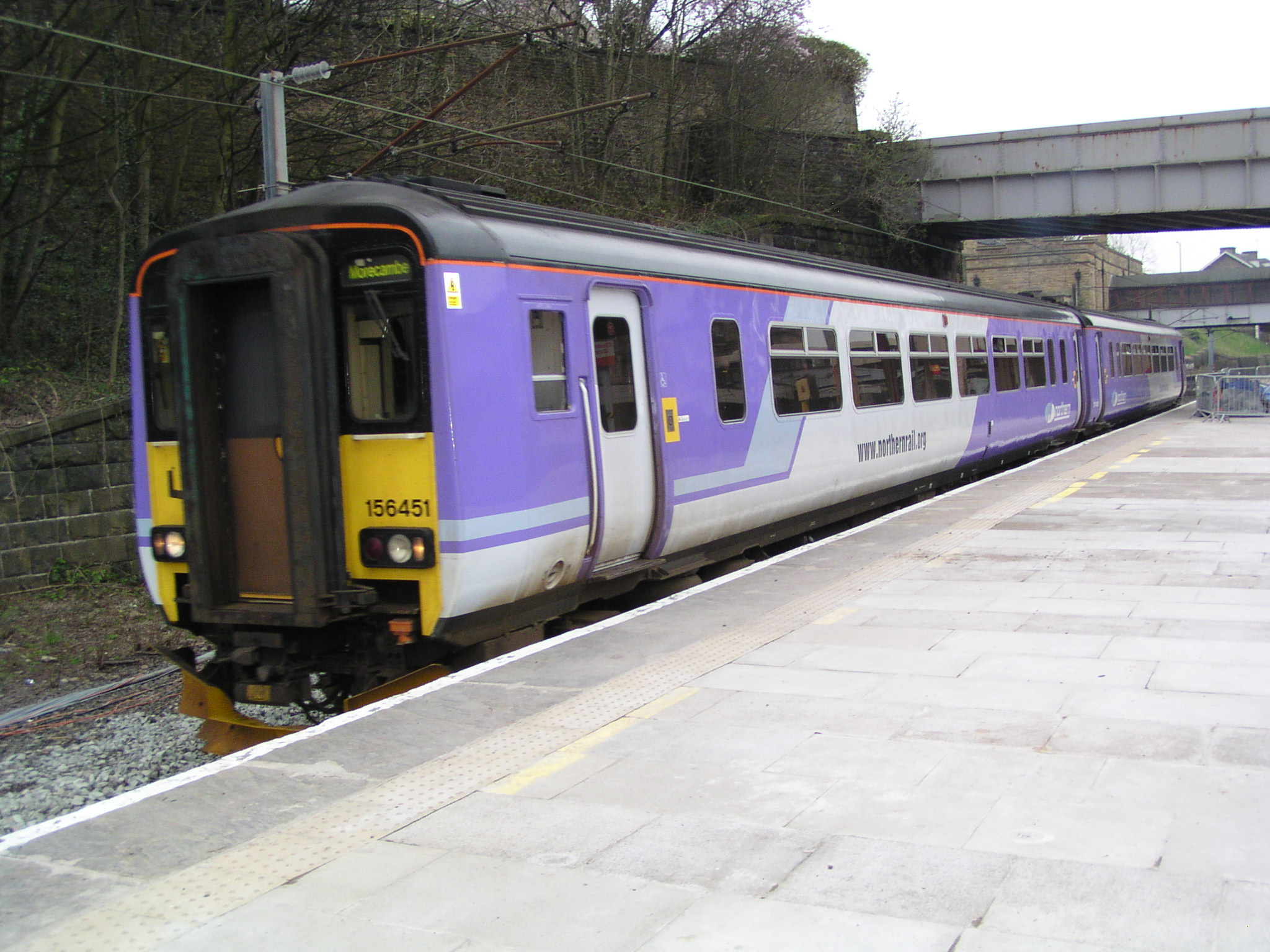
Rame Classe 156 no 156451 à Lancaster en avril 2005. Première version de la livrée Northern Rail

Il ne semble pas prévu d'investir dans de nouveaux trains, mais selon certaines rumeurs de nombreuses rames diesel pourraient être acquises en Chine pour un coût moyen de 650 000 livres par caisse - un prix sensiblement moins élevé que ceux des concurrents européens. La convention relative à la concession impose une diminution de 15 % des retards d'ici à 2009 ainsi qu'un nouveau régime d'incitations et de pénalités.
Northern Rail va prendre en crédit-bail un parc de rames automotrices comprenant des unités diesel et électriques. Northern n'a pas poursuivi la politique de First et d'Arriva de location de rames remorquées par des locomotives. Cette concession devrait utiliser exclusivement un parc de rames des Classes 142, 144, 150, 153, 155, 156, 158, 321/9, 323 et 333.

## Parc de matériel roulant
| Classe     | Nombre | Numéro de rames |
| ---------- | ------ | --- |
| Classe 142 | 80     | 142 001, 003–005, 007, 009, 011–058, 060–068, 070–071, 078–079, 084, 086–096                                                   |
| Classe 144 | 23     | 144 001–023 |
| Classe 150 | 43     | 150 133–150, 201, 203, 205, 207–208, 211, 215, 218, 222–225, 228, 268–277, 284                                                 |
| Classe 153 | 20     | 153 301, 304, 307, 315–317, 319, 324, 328, 330–332, 351–352, 357–360, 363, 378                                                 |
| Classe 155 | 7      | 155 341–357 |
| Classe 156 | 46     | 156 420–421, 423–429, 438, 440–441, 443–444, 448, 451–452, 454–455, 459–462, 464, 466, 468–473, 475, 479–484, 486–491, 497–498 |
| Classe 158 | 18     | 158 752–759, 901–910 |
| Classe 321 | 3      | 321 901–903 |
| Classe 323 | 17     | 323 223–239 |
| Classe 333 | 16     | 333 001–016 |